# Rockstar San Diego
Rockstar San Diego, Inc. (раніше Angel Studios, Inc.)  —  американська компанія, що займається розробленням відеоігор, та дочірня студія Rockstar Games, розташована в Карлсбаді, Каліфорнія. Заснована колумбійським митцем і підприємцем Дієго Ангелом 1984 року. З того моменту командою було розроблено понад двадцять проєктів, серед яких відеоігри серій Smuggler's Run, Midtown Madness та Midnight Club. Окрім того команда самостійно розробила першу частину Red Dead Redemption. Також, неодноразово студія долучалася до створення відеоігор як частина Rockstar Studios, зокрема до розроблення Max Payne 3 та Red Dead Redemption 2. Допомагала студії Rockstar North із розроблення Grand Theft Auto V.

## Розроблені відеоігри

### Як Angel Studios
| Рік  | Назва                                           | Платформа(-и)                 | Видавець          | Примітки                                                |
| ---- | ----------------------------------------------- | ----------------------------- | ----------------- | ------------------------------------------------------- |
| 1994 | Ecco: The Tides of Time                         | Sega CD                       | Sega              | Допомога у розробленні компанії Novotrade International |
| 1996 | Mr. Bones                                       | Sega Saturn                   | Sega              | Допомога у розробленні компанії Zono                    |
| 1998 | Major League Baseball Featuring Ken Griffey Jr. | Nintendo 64                   | Nintendo          | Н/Д                                                     |
| 1998 | Virtual Jungle Cruise                           | Н/Д                           | Н/Д               | Виставка на тематичних парках від DisneyQuest           |
| 1999 | Savage Quest                                    | Аркадний ігровий автомат      | Interactive Light | Н/Д                                                     |
| 1999 | Midtown Madness                                 | Microsoft Windows             | Microsoft         | Н/Д                                                     |
| 1999 | Ken Griffey Jr.'s Slugfest                      | Nintendo 64                   | Nintendo          | Н/Д                                                     |
| 1999 | Resident Evil 2                                 | Nintendo 64                   | Capcom            | Лише портування; відеогра розроблена Capcom             |
| 2000 | Sky Pirates VR                                  | Н/Д                           | Н/Д               | Виставка на тематичних парках від GameWorks             |
| 2000 | Midtown Madness 2                               | Microsoft Windows             | Microsoft         | Н/Д                                                     |
| 2000 | Midnight Club: Street Racing                    | PlayStation 2                 | Rockstar Games    | Н/Д                                                     |
| 2000 | Smuggler's Run                                  | PlayStation 2                 | Rockstar Games    | Н/Д                                                     |
| 2001 | Test Drive: Off-Road Wide Open                  | PlayStation 2, Xbox           | Infogrames        | Н/Д                                                     |
| 2001 | Smuggler's Run 2                                | PlayStation 2                 | Rockstar Games    | Н/Д                                                     |
| 2001 | Transworld Surf                                 | GameCube, PlayStation 2, Xbox | Infogrames        | Н/Д                                                     |
| 2002 | Smuggler's Run 2                                | GameCube                      | Rockstar Games    | Н/Д                                                     |

### Як Rockstar San Diego
| Рік  | Назва                                | Платформа(-и)                                                                        | Видавець       | Примітки                                            |
| ---- | ------------------------------------ | ------------------------------------------------------------------------------------ | -------------- | --------------------------------------------------- |
| 2003 | Midnight Club II                     | Microsoft Windows, PlayStation 2, Xbox                                               | Rockstar Games | Н/Д                                                 |
| 2003 | SpyHunter 2                          | PlayStation 2, Xbox                                                                  | Midway Games   | Н/Д                                                 |
| 2004 | Red Dead Revolver                    | PlayStation 2, Xbox                                                                  | Rockstar Games | Н/Д                                                 |
| 2005 | Midnight Club 3: Dub Edition         | PlayStation 2, PlayStation Portable, Xbox                                            | Rockstar Games | Н/Д                                                 |
| 2006 | Midnight Club 3: Dub Edition Remix   | PlayStation 2, Xbox                                                                  | Rockstar Games | Н/Д                                                 |
| 2006 | Rockstar Games Presents Table Tennis | Wii, Xbox 360                                                                        | Rockstar Games | Н/Д                                                 |
| 2008 | Midnight Club: Los Angeles           | PlayStation 3, Xbox 360                                                              | Rockstar Games | Н/Д                                                 |
| 2010 | Red Dead Redemption                  | PlayStation 3, Xbox 360                                                              | Rockstar Games | Також розроблено доповнення Undead Nightmare (2010) |
| 2011 | L.A. Noire                           | Microsoft Windows, Nintendo Switch, PlayStation 3, PlayStation 4, Xbox 360, Xbox One | Rockstar Games | Допомога у розробленні компанії Team Bondi          |
| 2012 | Max Payne 3                          | macOS, Microsoft Windows, PlayStation 3, Xbox 360                                    | Rockstar Games | Розроблена як частина Rockstar Studios              |
| 2013 | Grand Theft Auto V                   | Microsoft Windows, PlayStation 3, PlayStation 4, Xbox 360, Xbox One                  | Rockstar Games | Допомога у розробленні студії Rockstar North        |
| 2018 | Red Dead Redemption 2                | Microsoft Windows, PlayStation 4, Stadia, Xbox One                                   | Rockstar Games | Розроблена як частина Rockstar Studios              |

### Скасовані
- Ground Effect
- Buggie Boogie
- Неанонсований фентезійний симулятор гольфу
- XGirl
- Неанонсована відеогра на основі телесеріалу La Femme Nikita[en]
- Oni 2: Death & Taxes
- S.W.A.T.
- Неанонсована відеогра про Лігу Справедливості
- Agent